# Ute Lemper
Ute Gertrude Lemper (Münster, 4 de juliol de 1963) és una cantant i actriu alemanya, coneguda per la seva interpretació del treball de Kurt Weill.

## Biografia
Nascuda a Münster, Alemanya, Ute Lemper va criar-se en el si d'una família catòlica. S'uní al grup de música punk "Panama Drive Band" als 16 anys. Posteriorment es graduà a l'Acadèmia de Dansa de Colònia i a l'Escola Dramàtica Max Reinhart Seminar de Viena.
El seu currículum inclou musicals, com el seu debut al repartiment original de Cats a Viena, el paper titular a Peter Pan, una recreació del personatge de "Lola" creat per Marlene Dietrich a The Blue Angel, "Sally Bowles" a la producció parisenca de Cabaret i "Velma Kelly " a Chicago, tant al West End com a Broadway, guanyant el Premi Laurence Oliver per la seva actuació a Londres. També va doblar la veu cantant d'Ariel a La Sireneta de Disney en alemany. La pel·lícula tornà a ser doblada per a una segona projecció als cinemes el 1998, però mai no ha estat publicada en DVD amb el seu doblatge original.
Pintora d'estil neoclàssic, les pintures de Lemper han estat exhibides en moltes galeries.
Lemper, mare de quatre fills, resideix a l'Upper West Side de Manhattan, a Nova York. Ha actuat per tot el món, en diverses ocasions a Barcelona. El 1995 es publicà a Berlín la seva autobiografia. A més, ha escrit nombrosos articles periodístics.

### Al cinema i a la televisió
Va protagonitzar la pel·lícula de Pierre Granier-Deferre L'Autrichienne (1989), interpretant Marie Antoinette, apareixent posteriorment en pel·lícules com Prorva, L'amic invisible (Bogus), Jean Galmot, aventurier, Prospero's Books, Appetite i Prêt-à-Porter, on va realitzar una escena nua mentre que estava embarassada, rebent el Premi al Personatge de Repartiment del National Board of Review. Ha contribuït a les bandes sonores de nombroses pel·lícules, incloent-hi The Voyager, Kissing Jessica Stein and Appetite.

### Carrera discogràfica
Lemper, anomenada Crossover de l'Any 1993/94 per la revista Billboard, és una prolífica artista, que ha aparegut en moltes bandes sonores, compilacions i concerts, incloent-hi el concert de "The Wall", de Roger Waters, el 1990. Com a artista en solitari, la seva extensa discografia inclou revisions de les composicions de Kurt Weill des de finals de la dècada de 1980, a més de cançons alemanyes de cabaret, cançons molt polítiques cantades a la dècada de 1930 als clubs berlinesos. Enregistrà Illusions el 1992, dedicat a les cançons de Marlene Dietrich i Édith Piaf. Té editats molts àlbums de pop, tant en anglès, francès com en alemany, i el 2000 publicà Punishing Kiss, amb cançons escrites per Scott Walker, Nick Cave, Tom Waits, Elvis Costello, Philip Glass i Neil Hannon.

## Discografia
- Cats (repartiment original alemany, 1983)
- Ute Lemper Singt Kurt Weill (1987)[5]
- Life is a Cabaret (1987)[6]
- Ute Lemper Sings Kurt Weill (1988)[7]
- Starlight Express (repartiment original alemany, 1988)[8]
- I Dreamed a Dream (1988)[9]
- Crimes of the Heart (1989)
- Die Dreigroschenoper (1990)
- The Seven Deadly Sins (1990)
- The Wall - Live in Berlin (1990)
- Arielle, die Meerjungfrau (1990)[10]
- Andrew Lloyd Webber Welterfolge (1990)[11]
- Prospero's Books (1991)
- Ute Lemper Live: Ihre Grossen Tournee-Erfolge (1991)
- The Michael Nyman Songbook (1991)[12]
- Homo Faber (1991)
- Guarda La Fotografia (1991)
- Illusions (1992)
- Komisch' Wetter (1992)[13]
- Ute Lemper Sings Kurt Weill - Volume 2 (1993)
- Espace Indécent (1993)
- Portrait of Ute Lemper (1995)
- City of Strangers: Songs by Sondheim, Prévert... (1995)
- Die Eisprinzessin (1995)
- Birds in Cages (1995)
- Der Glöckner von Notre-Dame (1996)
- Bogus (1996)
- Berlin Cabaret Songs (versions en anglès i alemany, 1996/1997)
- Nuits Étranges (1997)
- All That Jazz: The Best of Ute Lemper (1998)
- Chicago (repartiment original de Londres, 1998)
- Kurt Gerrons Karussell (1999)[14]
- Punishing Kiss (2000)
- Little Water Song (2000)
- But One Day... (2002, Decca/Universal Classics)
- Blood & Feathers: Live from the Café Carlyle(2005)
- Between Yesterday and Tomorrow (2009)
- Paris Days, Berlin Nights (2012)